# Contea di Harrison (Iowa)
La contea di Harrison (in inglese Harrison County) è una contea dello Stato dell'Iowa, negli Stati Uniti. La popolazione al censimento del 2000 era di 15 666 abitanti. Il capoluogo di contea è Logan.